# Revista Española de Discapacidad
Revista Española de Discapacidad (REDIS) es una revista electrónica española orientada a la publicación de artículos de investigación o de reflexión académica, científica y profesional en el ámbito de la discapacidad, desde una perspectiva multidisciplinar.
La edita desde 2013 el Centro Español de Documentación e Investigación sobre Discapacidad y está promovida por el Real Patronato sobre Discapacidad y la Dirección General de Políticas de Apoyo a la Discapacidad del Ministerio de Sanidad, Servicios Sociales e Igualdad.
Se compone de un volumen anual con dos números semestrales y está dirigida a todas las personas y entidades interesadas en el campo de la discapacidad. Acepta para su publicación exclusivamente manuscritos inéditos escritos en español, cuyos autores pueden enviar a través de una aplicación web y que serán sometidos a una evaluación por pares. 
REDIS se divide en tres secciones: 
- «Artículos», que incluye textos de carácter académico o científico producto de investigaciones empíricas, planteamientos teóricos, evaluaciones de procesos de intervención o revisiones sistemáticas.
- «Tribuna», donde se presentan reflexiones y/o buenas prácticas de entidades, profesionales y personas con discapacidad.
- «Reseñas», que recoge resúmenes de libros de actualidad relacionados con la discapacidad.

## Política de acceso abierto
Esta revista provee acceso libre inmediato y gratuito a su contenido, basándose en el principio de acceso abierto a la cultura e investigación científica para un mayor intercambio de conocimiento global. Los derechos de propiedad están sujetos a una licencia Creative Commons, por lo que se permite el uso gratuito de los contenidos, pero no un uso comercial de la obra original ni la generación de obras derivadas.
REDIS utiliza Open Journal Systems, un programa de publicación de código abierto para la gestión de revistas que desarrolla, financia y distribuye gratuitamente el Public Knowledge Project.
Se encuentra indexada en las siguientes bases de datos: Dialnet, Dulcinea, EBSCO, ISOC y LATINDEX.